# Metasphaeria punctulata
Metasphaeria punctulata är en svampart som beskrevs av Ellis & Everh. 1888. Metasphaeria punctulata ingår i släktet Metasphaeria och familjen Dothioraceae.   Inga underarter finns listade i Catalogue of Life.